# Obiatchevo
Obiatchevo (russe : Объячево, komi : Абъячой, Abjačoi) est un village et le centre administratif du raïon de Prilouz de la république des Komis en Russie.

## Présentation
Obiatchevo est situé sur les rives de la rivière Louza, à 189 kilomètres au sud-ouest de Syktyvkar la capitale de la république.
L'autoroute  entre Kirov et Syktyvkar traverse le village.

## Démographie
La population d'Obiatchevo a évolué comme suit:
| 1939  | 1959  | 1970  | 1979  | 1989  |
| ----- | ----- | ----- | ----- | ----- |
| 1 664 | 3 343 | 2 894 | 3 458 | 5 273 |

| 2002  | 2010  | 2021  | - | - |
| ----- | ----- | ----- | - | - |
| 5 835 | 5 699 | 5 617 | - | - |